# Hemitriccus margaritaceiventer
Hemitriccus margaritaceiventer là một loài chim trong họ Tyrannidae.